# Eusebius (Konsul 489)
Flavius Eusebius war ein spätantiker Politiker am Ende des 5. Jahrhunderts.
Obwohl in hohem Maße ausgezeichnet, ist über Eusebius wenig bekannt. Er war von 491/492 bis 497 magister officiorum. In diesem Amt war er Überbringer einer Nachricht des Kaisers Anastasios I. an den Patriarchen Euphemius (495/496). Zudem wurde er zweimal zum Konsul ernannt: 489 zusammen mit Petronius Probinus und 493 mit Flavius Albinus; beide waren Konsuln im Westen.